# 犬成 (市原市)
犬成（いぬなり）は、千葉県市原市の市津地区にある大字。郵便番号は290-0166。

## 概要
市原市北部の市津地区にある。北部は全体的に山がちな地形、南部は比較的平坦な地形となっている。飛び地が2箇所、南北を荻作と葉木に挟まれた場所と、東西を永吉と喜多に挟まれた場所に存在する。道路が通っている比較的平坦な部分に集落が形成されている。

## 地理
北は喜多、東は古都辺、南は長生郡長柄町追分、西は大作及び荻作と接している。

## 世帯数と人口
2022年（令和4年）4月1日現在の世帯数と人口は以下の通りである。
| 町丁字 | 世帯数  | 人口  |
| ------ | ------- | ----- |
| 犬成   | 244世帯 | 416人 |

## 通学区域
市立小学校・市立中学校及び県立高等学校の通学区域は以下の通りである
| 町丁字 | 範囲 | 小学校             | 中学校             | 高等学校 |
| ------ | ---- | ------------------ | ------------------ | -------- |
| 犬成   | 全域 | 市原市立湿津小学校 | 市原市立湿津中学校 | 第9学区  |

## 施設
- 犬山向山城跡
- 京葉射撃倶楽部
- JFE犬成野球場

## 交通

### 鉄道
- なし

### バス
- 小湊鉄道

### 道路
1. 高速道路
  - なし
2. 国道
  - なし
3. 県道
  - 千葉県道14号
4. 主な市道
  - なし